# روبرت ماينارد
روبرت ماينارد (بالإنجليزية: Robert Maynard)‏ (19 سبتمبر 1684م - 4 يناير 1751م)، ملازم وقائد في وقت لاحق في البحرية الملكية شغل منصب الملازم الأول ل همس بيرل،وهو مشهور لهزيمة القراصنة بلاكبيرد خلال معركة جزيرة أوكراكوك في 22 نوفمبر 1718.

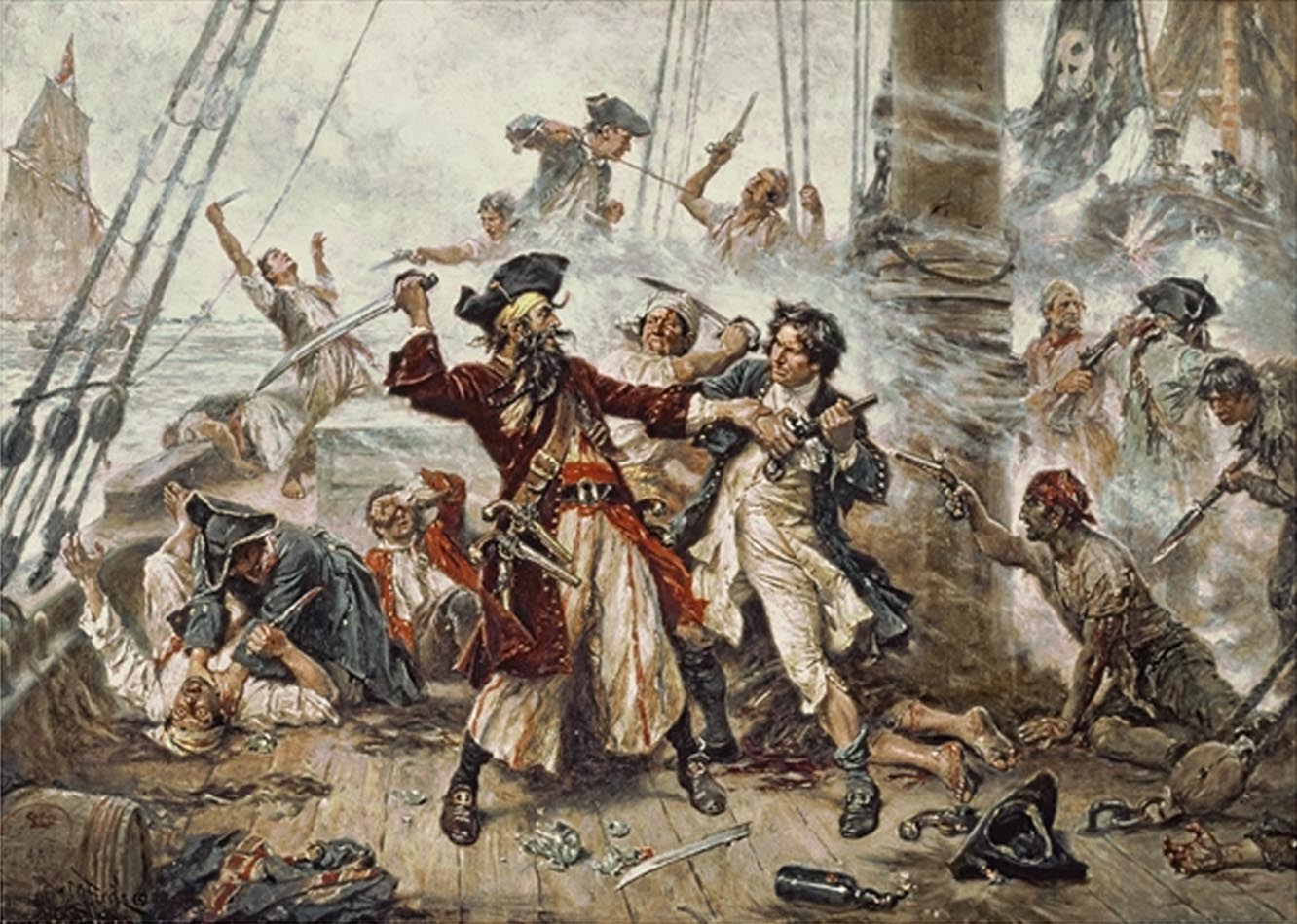
القبض على قراصنة بلاكبيرد

## السيرة
ولد روبرت مينارد في كِنت ، بإنجلترا في 19 سبتمبر عام 1684 ، وخدم في البحرية الملكية البريطانية ، ليصبح ملازمًا في عام 1707.
```
في 1716 ، أصبح 
ملازم أول
 على متن السفينة الشراعية إتش إم إس بيرل ، وألقى الحاكم ألكسندر سبوتسوود قيادة ماينارد للسفن رينجر وجين في 1718 بهدف الصيد وإستهداف قراصنة بلاكبيرد. في 
22
 
نوفمبر
 
1718
 ، في معركة أوراكراكي إنليت ، أطلق ماينارد وديفيد جنكينز إشارة من أجل تنبيه 
السفن
 البريطانية الأخرى إلى وجود القراصنة في أوكراتشوك. كان ماينارد قد نصب له كمين عندما صعد سفينته ، وقتل بلاكبيرد.
في عام 
1739
 ، تمت ترقية ماينارد إلى قائد ، وأصبح كابتنًا في عام 
1740
. توفي في عام 
1751
 ، ودفن في مونجمام العظيم.
[
2
]
```